# Prêmio Göran Gustafsson

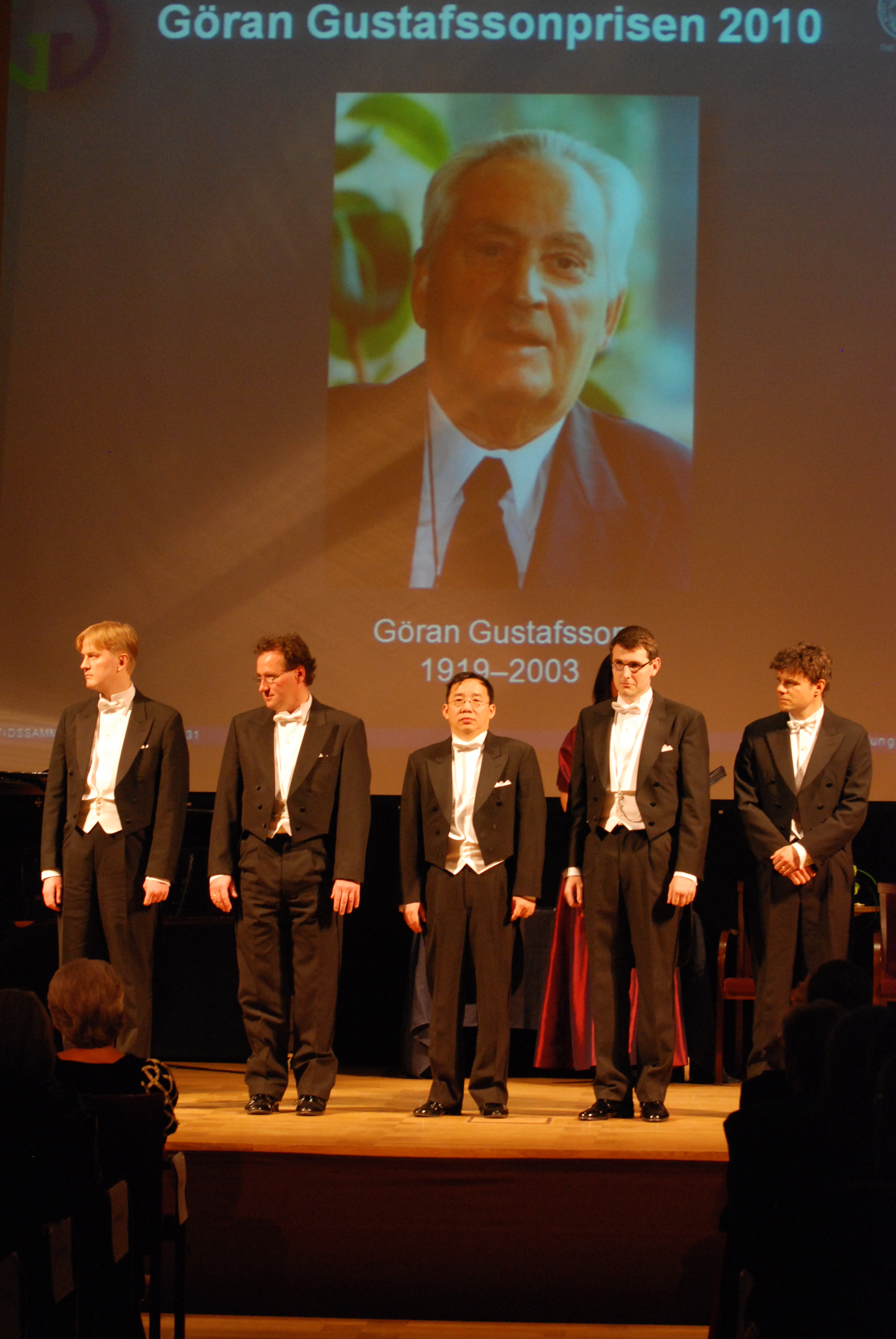
Cerimônia com os laureados de 2010

O Prêmio Göran Gustafsson é um prêmio nacional da Suécia, concedido anualmente pela Academia Real das Ciências da Suécia por conquistas científicas de destaque em química, matemática, medicina, biologia molecular e física. Foi criado por uma doação do empresário sueco Göran Gustafsson, sendo dotado com cerca de US$ 450.000 na forma de fundo de pesquisa e US$ 25.000 como bônus privado.

## Recipientes

### Química
- 1991 - Bertil Andersson, Universidade de Estocolmo (nascido em 1948)
- 1992 - Bengt Nordén, Universidade Técnica Chalmers (nascido em 1945)
- 1993 - Mathias Uhlén, Instituto Real de Tecnologia (KTH) (nascido em 1954)
- 1994 - Håkan Wennerström, Universidade de Lund (nascido em 1945)
- 1995 - Gunnar von Heijne, Universidade de Estocolmo (nascido em 1951)
- 1996 - Malcolm Levitt, Universidade de Estocolmo (nascido em 1957)
- 1997 - Sven Lidin, Universidade de Estocolmo (nascido em 1961)
- 1998 - Christina Moberg, Instituto Real de Tecnologia (KTH) (nascido em 1947)
- 2000 - Jan Kihlberg, Universidade de Umeå (nascido em 1957)
- 2001 - Pär Nordlundh, Universidade de Estocolmo (nascido em 1958)
- 2002 - Lars Kloo, Instituto Real de Tecnologia (KTH) (nascido em 1962)
- 2003 - Mikael Oliveberg, Universidade de Umeå (nascido em 1963)
- 2004 - Owe Orwar, Universidade Técnica Chalmers (nascido em 1964)
- 2005 - Magnus Berggren, Universidade de Linköping (nascido em 1968)
- 2006 - Claes Gustafsson, Instituto Karolinska (nascido em 1966)
- 2007 - Mikael Akke, Universidade de Lund (nascido em 1961)
- 2008 - Xiaodong Zou, Universidade de Estocolmo (nascido em 1964)
- 2009 - Pernilla Wittung-Stafshede, Universidade de Umeå (nascido em 1968)
- 2010 - Yi Luo, Instituto Real de Tecnologia (KTH) (nascido em 1965)
- 2011 - Fahmi Himo, Universidade de Estocolmo (nascido em 1973)
- 2012 - Luca Jovine, Instituto Karolinska (nascido em 1969]
- 2013 - Fredrik Almqvist, Universidade de Umeå (nascido em 1967)
- 2014 - Per Hammarström, Universidade de Linköping (nascido em 1972)
- 2015 - Richard Neutze, Universidade de Gotemburgo (nascido em 1969)
- 2016 - Xavier Crispin, Universidade de Linköping (nascido em 1972)
- 2017 - Anja-Verena Mudring, Universidade de Estocolmo (nascido em 1971)
- 2018 - Belén Martín-Matute, Universidade de Estocolmo (nascido em 1975)

### Matemática
- 1991 - Arne Meurman, Universidade de Lund (nascido em 1956)
- 1992 - Svante Janson, Universidade de Uppsala (nascido em 1955)
- 1994 - Torsten Ekedahl, Universidade de Estocolmo (nascido em 1955)
- 1995 - Bo Berndtsson, Universidade Técnica Chalmers (nascido em 1950)
- 1996 - Anders Björner, Instituto Real de Tecnologia (KTH) (nascido em 1947)
- 1997 - Dennis Hejhal, Universidade de Uppsala (nascido em 1948)
- 1998 - Oleg Viro, Universidade de Uppsala (nascido em 1948)
- 1999 - Johan Håstad, Instituto Real de Tecnologia (KTH) (nascido em 1960)
- 2000 - Håkan Hedenmalm, Universidade de Lund (nascido em 1961)
- 2001 - Mikael Passare, Universidade de Estocolmo (nascido em 1959)
- 2002 - Kurt Johansson, KTH (nascido em 1960)
- 2003 - Sergei Merkulov, Universidade de Estocolmo (nascido em 1958)
- 2004 - Jeffrey Steiff, Universidade Técnica Chalmers (nascido em 1960)
- 2005 - Adrian Constantin, Universidade de Lund (nascido em 1970)
- 2006 - Olle Häggström, Universidade Técnica Chalmers (nascido em 1967)
- 2007 - Carel Faber, Instituto Real de Tecnologia (KTH) (nascido em 1962)
- 2008 - Tobias Ekholm, Universidade de Uppsala (nascido em 1970)
- 2009 - Ola Hössjer, Universidade de Estocolmo (nascido em 1964)
- 2010 - Pär Kurlberg, Instituto Real de Tecnologia (KTH) (nascido em 1969)
- 2011 - Hans Ringström, Instituto Real de Tecnologia (KTH) (nascido em 1972)
- 2012 - Andreas Strömbergsson, Universidade de Uppsala (nascido em 1973)
- 2013 - Johan Wästlund, Universidade Técnica Chalmers (nascido em 1971)
- 2014 - Anna-Karin Tornberg, Instituto Real de Tecnologia (KTH) (nascido em 1971)
- 2015 - Kaj Nyström, Universidade de Uppsala (nascido em 1969)
- 2016 - Volodymyr Mazorchuk, Universidade de Uppsala (nascido em 1972)
- 2017 - Robert J Berman, Universidade Técnica Chalmers (nascido em 1976)

### Biologia Molecular
- 1991 - Björn Vennström, Instituto Karolinska (nascido em 1948)
- 1992 - Thomas Edlund, Universidade de Umeå (nascido em 1951)
- 1993 - Alwyn Jones, Universidade de Uppsala (nascido em 1947)
- 1994 - Klas Kärre, Instituto Karolinska (nascido em 1954)
- 1995 - Bernt-Eric Uhlin, Universidade de Umeå (nascido em 1950)
- 1996 - Dan Hultmark, Universidade de Estocolmo (nascido em 1949)
- 1997 - Christer Betsholtz, Universidade de Gotemburgo (nascido em 1959)
- 1998 - Carlos Ibáñez, Instituto Karolinska
- 1999 - Thomas Perlmann, Instituto Karolinska (nascido em 1959)
- 2001 - Helena Edlund, Universidade de Umeå (nascido em 1960)
- 2002 - Jonas Frisén, Instituto Karolinska (nascido em 1967)
- 2003 - Thomas Nyström, Universidade de Gotemburgo (nascido em 1960)
- 2004 - Elisabeth Sauer-Eriksson, Universidade de Umeå (nascido em 1960)
- 2005 - Siv Andersson, Universidade de Uppsala (nascido em 1959)
- 2006 - Johan Ericson, Instituto Karolinska (nascido em 1965)
- 2007 - Christos Samakovlis, Universidade de Estocolmo (nascido em 1962)
- 2008 - Stefan Thor, Universidade de Linköping (nascido em 1964)
- 2009 - Karl Ekwall, Instituto Karolinska och Södertörn University (nascido em 1967)
- 2010 - Johan Elf, Universidade de Uppsala (nascido em 1975)
- 2011 - Jussi Taipale, Instituto Karolinska (nascido em 1968)
- 2012 - Jarone Pinhassi, Universidade de Lineu (nascido em 1969)
- 2013 - Kerstin Lindblad-Toh, Universidade de Uppsala (nascido em 1970)
- 2014 - Emmanuelle Charpentier, Universidade de Umeå (nascido em 1968)
- 2015 - Mattias Jakobsson, Universidade de Uppsala (nascido em 1975)
- 2016 - Ruth H Palmer, Universidade de Gotemburgo (nascido em 1970)
- 2017 - Claudia Köhler, Swedish University of Agricultural Sciences in Uppsala (nascido em 1971)

### Medicina
- 1991 - Anders Björklund, Universidade de Lund (nascido em 1945)
- 1992 - Staffan Normark, Instituto Karolinska (nascido em 1945)
- 1994 - Rikard Holmdahl, Universidade de Lund (nascido em 1953)
- 1995 - Björn Dahlbäck, Universidade de Lund (nascido em 1953)
- 1996 - Roland S. Johansson, Universidade de Umeå (nascido em 1950)
- 1997 - Lars Björck, Universidade de Lund (nascido em 1949)
- 1998 - Lena Claesson-Welsh, Universidade de Uppsala (nascido em 1956)
- 1999 - Göran Akusjärvi, Universidade de Uppsala (nascido em 1953)
- 2000 - Patrik Ernfors, Instituto Karolinska (nascido em 1964)
- 2001 - Reinhard Fässler, Universidade de Lund (nascido em 1956)
- 2002 - Nils-Göran Larsson, Instituto Karolinska (nascido em 1960)
- 2003 - Patrik Rorsman, Universidade de Lund (nascido em 1959)
- 2004 - Jan Borén, Hospital Universitário Sahlgrenska (nascido em 1964)
- 2005 - Stein Eirik Jacobsen, Universidade de Lund (nascido em 1961)
- 2006 - Catharina Larsson, Instituto Karolinska (nascido em 1961)
- 2007 - Lars Nyberg, Universidade de Umeå (nascido em 1966)
- 2008 - Marie Wahren-Herlenius, Instituto Karolinska (nascido em 1967)
- 2009 - Mats Kullander, Universidade de Uppsala (nascido em 1966)
- 2010 - William Agace, Universidade de Lund (nascido em 1967)
- 2011 - Torkel Klingberg, Instituto Karolinska
- 2012 - Martin Bergö, Hospital Universitário Sahlgrenska
- 2013 - Thomas Helleday, Instituto Karolinska
- 2014 - Fredrik Bäckhed, Universidade de Gotemburgo (nascido em 1973)
- 2015 - Erik Ingelsson, Universidade de Uppsala (nascido em 1975)
- 2016 - Olle Melander, Lunds University (nascido em 1970)
- 2017 - Henrik Ehrsson, Instituto Karolinska (nascido em 1972)

### Física
- 1991 - Carsten Peterson, Universidade de Lund (nascido em 1945)
- 1992 - Joseph Nordgren, Universidade de Uppsala (nascido em 1947)
- 1993 - Claes Fransson, Universidade de Estocolmo (nascido em 1951)
- 1994 - Antti Niemi, Universidade de Uppsala (nascido em 1956)
- 1995 - Pär Omling, Universidade de Lund (nascido em 1955)
- 1996 - Mats Larsson, Instituto Real de Tecnologia (KTH) (nascido em 1953)
- 1997 - Olle Inganäs, Universidade de Linköping (nascido em 1951)
- 1998 - Anne l'Huiller, Universidade de Lund (nascido em 1958)
- 1999 - Per Delsing, Universidade Técnica Chalmers (nascido em 1959)
- 2000 - Eleanor Campbell, Universidade de Gotemburgo (nascido em 1960)
- 2002 - Olle Eriksson, Universidade de Uppsala (nascido em 1961)
- 2003 - Fredrik Laurell, Instituto Real de Tecnologia (KTH) (nascido em 1957)
- 2004 - Ariel Gobar, Universidade de Estocolmo (nascido em 1962)
- 2005 - Eva Lindroth, Universidade de Estocolmo (nascido em 1960)
- 2006 - Måns Henningson, Universidade Técnica Chalmers (nascido em 1964)
- 2007 - Igor Abrikosov, Universidade de Linköping (nascido em 1965)
- 2008 - Ulf Danielsson, Universidade de Uppsala (nascido em 1964)
- 2009 - Mikael Käll, Universidade Técnica Chalmers (nascido em 1963)
- 2010 - Bernhard Mehlig, Universidade de Gotemburgo (nascido em 1964)
- 2011 - Ellen Moons, Universidade de Karlstad (nascido em 1966)
- 2012 - Fredrik Höök, Universidade Técnica Chalmers (nascido em 1966)
- 2013 - Mats Fahlman, Universidade de Linköping (nascido em 1967)
- 2014 - Johan Åkerman, Universidade de Gotemburgo (nascido em 1970)
- 2015 - Egor Babaev, Instituto Real de Tecnologia (KTH) (nascido em 1973)
- 2016 - Felix Ryde, Instituto Real de Tecnologia (KTH) (nascido em 1970)
- 2017 - Val Zwiller, Instituto Real de Tecnologia (KTH) (nascido em 1971)